# 井沢元彦
井沢 元彦（いざわ もとひこ、1954年2月1日 -）は、日本の小説家、推理作家。元TBS報道記者。愛知県名古屋市出身。

## 経歴
東京都立千歳高等学校（東京都立芦花高等学校の前身の一校）を経て、早稲田大学法学部卒業。大学在学中、「倒錯の報復」が江戸川乱歩賞候補となる。1977年にTBSへ入社（三雲孝江、吉川美代子、神津栄子、田代冬彦、金平茂紀、齊藤薫は同期）。報道局（政治部）記者時代の1980年に『猿丸幻視行』で第26回江戸川乱歩賞を受賞。1985年にTBSを退職して、以降は作家に専念。
2012年1月、愛知県が立ち上げた「中京独立戦略本部」の本部員に就任（2014年以降、会合が行われた形跡はない）。2012年4月、種智院大学客員教授。
日本推理作家協会会員、日本SF作家クラブ会員。

## 人物
小説家としては、推理小説、ことに歴史上の謎を題材に取りつつ現代の殺人をからめた「歴史ミステリー」と呼ばれる分野で多数の作品を発表している。その他、時代小説作品も手がけている。初期はファミコンゲーム『ドラゴンバスター』の小説版やファンタジーなども手がけていた。
1992年から連続執筆中の『逆説の日本史』を中心に独特の歴史推理を展開している。崇徳天皇を日本最大の怨霊として強調する怨霊史観や、天智天皇と天武天皇が兄弟でないという説などがある。

### 批判
日本中世史家の呉座勇一は「井沢氏の種々の主張には問題が多い。学界では既に過去のものとなった俗説の焼き直しか、作家的な想像力が旺盛すぎて学問的な批判に耐えない奇説が大半」であると評している。
忠臣蔵に関する主張に対しては、中央義士会理事長の中島康夫から「世の中にばい菌をまき散らしているだけ」「人より良い文章ができる訳がない。作家は、フィクションを書いていれば良いのである」などと批判されている。
『逆説の日本史１古代黎明編』では、大国主命を祀る出雲大社は怨霊を鎮める神社であると述べたため、批判を受けている。

## 主張
- 日本人には言霊（コトダマ）という感覚があるという。コトダマの世界では雨が降ると言えば雨が降るのであり、これにより日本のジャーナリストは不吉な事実をありのままに書くことが出来ないという。また、日本では意思決定や実行に関与していなくとも、何か意見を発言した者が、お前が余計な事を言ったから失敗したなどと責任を追及されることがあり、発言をした事で結果の責任を追及されるのは論理的にはおかしなことであると言う[4]。
- 日本人には穢れ思想があるという。その穢れの代表が死であり、その穢れに関わる職業への差別が日本では見られるという。例えば日本人は軍人が嫌いであるという[5]。
- 韓国起源説について、「かつて中国スタンダードに反する『オリジナル』の許されなかった『つらさ』はわかるが、だからといってなんでもかんでも韓国が発祥という『ウリジナル』は行き過ぎだろう」と批判している[6]。

## 著書

### 単著
- 『猿丸幻視行』（講談社、1980年）のち文庫（双葉文庫）
- 『本廟寺焼亡』（講談社、1981年）のち文庫
- 『復活一九八五』（角川ノベルズ、1982年）のち改題・文庫『邪神復活』
- 『六歌仙暗殺考』（講談社ノベルス、1982年）のち文庫
- 『修道士の首 織田信長推理帳』（講談社ノベルス、1983年）のち文庫
- 『トラップアンドエラー』（光風社出版、1983年）のち改題・文庫『葬られた遺書』（光文社文庫）
- 『殺人ドライブ・ロード』（トクマ・ノベルズ、1983年）のち文庫
- 『悪魔の復活』（角川ノベルズ、1984年）のち文庫
- 『陰画の構図』（双葉ノベルス、1984年）のち文庫
- 『ダビデの星の暗号 探偵は芥川龍之介』（講談社ノベルス、1985年）のち文庫（角川文庫）
- 『五つの首 織田信長推理帳』（講談社ノベルス、1985年）のち文庫（コスミック・時代文庫、2021年）
- 『光と影の武蔵 切支丹秘録』（実業之日本社〈Joy novels〉、1985年）のち文庫（角川文庫）のち（講談社文庫）
- 『復活計画No3』（角川ノベルズ、1985年）のち改題・文庫『迷宮決戦』（ハルキ文庫）
- 『義経幻殺録』（講談社、1986年）のち文庫（角川文庫）
- 『叛逆王ユニカ』（角川文庫、1986年）のち文庫（ハルキ文庫）
- 『欲の無い犯罪者』（光風社出版、1986年）のち文庫（講談社文庫）
- 『暗鬼 秀吉と家康の推理と苦悩』（光風社出版、1987年）のち文庫（新潮文庫）
- 『ドラゴンバスター』（角川文庫、1987年）
- 『パレスタ奪回作戦 叛逆王ユニカ2』（角川文庫、1987年）のち文庫（ハルキ文庫）
- 『死にたくなかった女たち』（双葉ノベルス、1987年）のち文庫
- 『忠臣蔵 元禄十五年の反逆』（新潮ミステリー倶楽部、1988年）のち文庫
- 『芭蕉魔星陣』（角川ノベルズ、1988年）のち文庫（講談社文庫）
- 『信濃戦雲録』全4巻（集英社、1988－89年）のち改題・文庫『野望』（祥伝社文庫）
- 『邪悪のアーク』（角川ノベルズ、1988年）のち文庫『アーク殲滅』（ハルキ文庫）
- 『マダム・ロスタンの伝言 永源寺峻のミステリ・ファイル』[（実業之日本社、1988年）のち文庫（集英社文庫）
- 『義経はここにいる』（講談社、1989年）のち文庫（徳間文庫）
- 『隠された帝 天智天皇暗殺事件』（祥伝社、1990年）
- 『七つの迷路 井沢元彦ミステリーワールド』（阿部出版、1990年）のち文庫（広済堂文庫）
- 『降魔の帝王』（双葉社、1991年）のち文庫
- 『卑弥呼伝説 地に降りた神々』（実業之日本社、1991年）のち文庫（集英社文庫）
- 『信玄の呪縛』（天山出版、1991年）のち文庫（角川文庫）
- 『葉隠三百年の陰謀』（徳間書店、1991年）のち文庫
- 『言霊』全2巻（祥伝社、1991-1997年）のち文庫（黄金文庫）
- 『恨の法廷』（日本経済新聞社、1991年）のち文庫（徳間文庫）
- 『謀略の首 織田信長推理帳』（講談社、1992年）のち文庫（講談社文庫）
- 『天正十二年のクローディアス 井沢元彦自選歴史ミステリー集』（有学書林、1992年）のち文庫（小学館文庫）
- 『天皇になろうとした将軍 それからの太平記/足利義満のミステリー』（小学館、1992年）のち文庫
- 『「言霊の国」解体新書』（小学館、1993年）のち文庫
- 『洛陽城の栄光 信長秘録』（世界文化社、1993年）のち文庫（幻冬舎文庫）
- 『銀魔伝』全2巻（中央公論社、1993-1994年）のち文庫
- 『井沢元彦の世界宗教講座 「生き方」の原理がなぜ異なるのか』（徳間書店、1993年）のち改題・文庫『世界の［宗教と戦争］講座』
- 『逆説の日本史』1－24（小学館、1993年‐）のち文庫 -『週刊ポスト』連載
- 『神霊の国日本 禁断の日本史』（ベストセラーズ、1994年）のち文庫（ワニ文庫）
- 『黎明の叛逆者』（秋田書店、1994年）のち改題・文庫『日本史の叛逆者 私説・壬申の乱』（角川文庫）
- 『顔の無い神々』（スコラ、1994年）のち文庫（ハルキ文庫）
- 『穢れと茶碗 日本人は、なぜ軍隊が嫌いか』（祥伝社、1994年）のち文庫
- 『覇者 信濃戦雲録 第2部』（祥伝社、1995年）のち文庫
- 『歴史謎物語 隠された真相を推理する』（広済堂出版、1995年）のち文庫
- 『歴史if物語 何を問題として読むか』（広済堂出版、1995年）のち文庫
- 『GEN 『源氏物語』秘録』（角川書店、1995年）のち文庫『源氏物語はなぜ書かれたのか』
- 『日本史再検討』全3巻（世界文化社、1995－99年）のち文庫『神霊の国日本』（ワニ文庫）『誰が歴史を歪めたか』『誰が歴史を糺すのか』（黄金文庫）
- 『虚報の構造オオカミ少年の系譜　朝日ジャーナリズムに異議あり』（小学館、1995年）のち文庫
- 『小説「日本」人民共和国』（光文社、1996年）のち文庫
- 『だからミステリーは面白い 対論集』（集英社文庫、1996年）
- 『歴史の森の影法師』（有學書林、1996年）のち改題『歴史の嘘と真実』（祥伝社）
- 『日本を殺す気か!国を壊死させる官僚の論理』祥伝社〈Non book〉、1996年 のち文庫（黄金文庫）
- 『魔鏡の女王』読売新聞社、1996年 のち文庫（集英社文庫）
- 『日本再発見 古寺探訪ガイド』（角川mini文庫、1997年）
- 『歴史不思議物語 日本史の闇を照射する』（廣済堂出版、1997年）
- 『死ぬまでの僅かな時間』（双葉社、1998年）のち文庫
- 『織田信長伝 シミュレーション戦記覇望の日本編』光栄、1998年 のち『日本史の叛逆者』（角川文庫）
- 『日本史漫遊』（桜桃書房、1999年）のち文庫『激論歴史の嘘と真実』（黄金文庫）のち復題（小学館文庫）
- 『憂国の世紀末』（中央公論新社、1999年）
- 『平家物語の怪 能で読み解く源平盛衰記』（世界文化社、1999年）
- 『一千年の陰謀 平将門の呪縛』（角川書店、1999年）のち文庫
- 『「言霊の国」の掟 日本社会のここがおかしい。』（徳間書店、2000年）のち文庫
- 『逆説のニッポン歴史観 日本をダメにした「戦後民主主義」の正体』（小学館、2000年）のち文庫
- 『なぜ、日本では誰でも総理になれるのか!? 日本人の素朴な疑問』（祥伝社、2001年）
- 『井沢元彦の未来講座 言霊社会とサイエンス』（徳間書店、2001年）
- 『歴史「再発見」物語 意外な実相を読み解く』（広済堂出版、2002年）のち文庫
- 『宮本武蔵・最強伝説の真実 歴史よもやま話』（日本放送出版協会、2002年）のち文庫（小学館文庫）
- 『知の潮流』（桜桃書房、2002年）
- 『いつから日本の“水と安全”はタダでなくなったのか 日本人の素朴な疑問』（祥伝社、2002年）
- 『「拉致」事件と日本人 なぜ、長期間黙殺されたのか』（祥伝社、2003年）
- 『なぜ中国人、韓国人に媚びるのか 新・逆説のニッポン歴史観』（小学館、2003年）
- 『日本人の心をとらえる3の霊力に迫る』（旅行読売出版社、2003年）
- 『攘夷と護憲 歴史比較の日本原論』（徳間書店、2004年）のち文庫
- 『日本史集中講義 点と点が線になる』（祥伝社、2004年）のち文庫（黄金文庫）
- 『英傑の日本史 新撰組・幕末編』（角川書店、2004年）のち文庫
- 『ユダヤ・キリスト・イスラム集中講座』（徳間書店、2004年）のち文庫
- 『井沢元彦の英雄の世界史』（広済堂出版、2004年）のち文庫
- 『「反日」日本人の正体』（小学館、2004年）
- 『名城発見 戦国武将たちの知られざる城盗り物語』（ベストセラーズ、2005年）のち文庫『封印された戦国名城史』（ワニ文庫）
- 『逆説のアジア史紀行』（小学館、2005年）
- 『検証もうひとつの武将列伝』（実業之日本社、2005年）のち文庫『真説「日本武将列伝」』（小学館文庫）
- 『仏教・神道・儒教 集中講座 日本人だからかえって知らない』（徳間書店、2005年）のち文庫
- 『古寺歩きのツボ 仏像・建築・庭園を味わう』（角川oneテーマ21、2005年）
- 『英傑の日本史 源平争乱編』（角川学芸出版、2006年）のち文庫
- 『井沢式「日本史入門」講座』全5巻（徳間書店、2006-2008年）のち文庫
- 『英傑の日本史 信長・秀吉・家康編』（角川学芸出版、2006年）のち文庫
- 『封印された日本史』（ベストセラーズ、2007年）
- 『英傑の日本史 風林火山編』（角川学芸出版、2007年）のち文庫
- 『中国 地球人類の難題』（小学館、2007年）
- 『六点鐘は二度鳴る』（小学館文庫、2008年）
- 『英傑の日本史 上杉越後軍団編』（角川学芸出版、2008年）のち文庫『上杉越後死闘篇』
- 『怨霊と鎮魂の日本芸能史』（檜書店、2008年）
- 『新・井沢式日本史集中講座 1192(いいくに)作ろう鎌倉幕府編』（徳間書店、2009年）
- 『井沢元彦の戦乱の日本史』（小学館、2009年）
- 『英傑の日本史 激闘織田軍団編』（角川学芸出版、2009年）
- 『「常識」の日本史 歴史の嘘と真実を見抜く』（PHPエディターズ・グループ、2009年）のち文庫『「誤解」の日本史』
- 『井沢式新ニッポン風土記』（旅行読売出版社、2009年）
- 『英傑の日本史 坂本龍馬編』（角川学芸出版、2010年）
- 『新・井沢式日本史集中講座 「鎌倉新仏教」編』（徳間書店、2010年）
- 『新・井沢式日本史集中講座 「鎌倉幕府の崩壊」編（国家を揺るがした後醍醐天皇の野望）』（徳間書店、2010年）
- 『人類を幸せにする国・日本』（祥伝社新書、2010年）
- 『井沢元彦の学校では教えてくれない日本史の授業』（PHPエディターズ・グループ、2011年）のち文庫
- 『英傑の日本史 浅井三姉妹編』（角川学芸出版、2011年）
- 『小説友情無限 孫文を支えた日本男児』（角川書店、2011年）
- 『源氏物語はなぜ書かれたのか』（角川文庫、2011年）
- 『なぜ日本人は、最悪の事態を想定できないのか 新・言霊論』（祥伝社新書、2012年）
- 『伝説の日本史』第1巻（光文社、2012年）
- 『井沢元彦の学校では教えてくれない日本史の授業 2（天皇論）』（PHPエディターズ・グループ、2012年）
- 『井沢元彦の激闘の日本史 歴史を変えた源平争乱』（角川学芸出版、2012年）
- 『井沢元彦の学校では教えてくれない日本史の授業 3（悪人英雄論）』（PHPエディターズ・グループ、2013年）
- 「日本史真髄」小学館 2018年
- 『汚れた「平和の祭典」　2022年北京オリンピックをボイコットせよ』（ビジネス社、2021年6月）
- 『お金の日本史 近現代編』（KADOKAWA、2021年10月）
- 『「日本教」をつくった 聖徳太子のひみつ』（ビジネス社、2021年11月）

### 共著
- 樋口清之と『神道からみたこの国の心 日本人の「内なる原理」を明かす』（徳間書店、1995年。徳間文庫、2000年）
- 考古の森研究会と共編著『縄文都市国家の謎 古代史大推理 驚異の「三内丸山遺跡」全解読』（スコラ、1995年）
- 中津文彦、高橋克彦と『歴史ミステリー講座』（新人物往来社、1997年）。新編 『歴史ミステリー作家養成講座』（祥伝社文庫、2000年）
- 小林よしのりと『朝日新聞の正義 逆説の(新)ゴーマニズム宣言』（小学館、1998年）
- 小林惠子と『『記紀』史学への挑戦状』（現代思潮社、1998年）
- 藤岡信勝と『NOといえる教科書 真実の日韓関係史』（祥伝社、1998年）
- 古森義久、稲垣武と『朝日新聞の大研究』（扶桑社、2002年。扶桑社文庫、2003年）
- 金文学と『逆検定：中国国定教科書 中国人に教えてあげたい本当の中国史』（祥伝社、2005年。同・黄金文庫、2008年）
- 呉善花と『やっかいな隣人韓国の正体：なぜ「反日」なのに、日本に憧れるのか』（祥伝社、2006年。同・黄金文庫、2012年）
- 波多野秀行：漫画『そして中国の崩壊が始まる』（飛鳥新社、2006年）。新編『マンガ中国崩壊』（ゴマ文庫、2008年）
- 火坂雅志と『天地人の戦国乱世　名将・智将の時代』（ベストセラーズ、2009年。同・ワニ文庫、2009年）
- 萩原遼と『朝鮮学校「歴史教科書」を読む』（祥伝社新書、2011年）
- 島田裕巳と『天皇とは何か』（宝島社新書、2013年）
- 呉善花と『困った隣人 韓国の急所』（祥伝社新書、2013年）
- 千葉きよかず：作画『コミック版 逆説の日本史』（小学館、2018年)
- 石平と『朱子学に毒された中国　毒されなかった日本』（ワック、2022年）

## TV

### 出演番組
- 情熱報道ライブ「ニューズ・オプエド®」（解説委員、不定期出演、NOBORDER NEWS TOKYO）
- 井沢元彦「目からウロコのヒストリー」（月1回金曜日、NOBORDER NEWS TOKYO）

### 過去の出演番組
- たかじんのそこまで言って委員会（読売テレビ）
- 宇宙一せまい授業!（あっ!とおどろく放送局）
- ウェークアップ!（読売テレビ）
- ここがヘンだよ日本人（TBSテレビ）
- 吉田照美 ソコダイジナトコ（文化放送、月曜担当コメンテーター）
- つボイノリオの聞けば聞くほど（CBCラジオ）
- BS朝日 新春討論スペシャル（BS朝日）
- 時代劇法廷（時代劇専門チャンネル）

## 映画
- るにん（2006年、監督：奥田瑛二）